# Fayette, Mississippi
Fayette là một thành phố thuộc quận Jefferson, tiểu bang Mississippi, Hoa Kỳ. Năm 2010, dân số của thành phố này là 1 614 người.

## Dân số
- Dân số năm 2000: 2 242 người.
- Dân số năm 2010: 1 614 người.